# Yala (miasto w Tajlandii)
Yala (tajski: ยะลา) – miasto w południowej Tajlandii, na Półwyspie Malajskim, w pobliżu granicy z Malezją, ośrodek administracyjny prowincji Yala. Około 97 tys. mieszkańców.